# 历史学概述
历史或历史学  – 发现、收集、整理和呈现关于过去事件的信息。历史也可以指文字发明之后的时期（有记载历史的开始）。

## 历史学特征
历史可以被描述为以下领域之一：
- 学术学科 – 传授给或由弟子（学生）接受的知识体系；个人选择专攻的知识分支、领域或研究领域。
  - 人文学科之一——研究人类状况的学术学科，主要采用分析、批判或推测的方法，与自然科学主要采用的经验主义方法相区别。
- 科学分支 – 科学领域中广为认可的专门知识类别，通常拥有其独特的术语和命名体系。此类领域通常由一或多份科学期刊代表，其中发表经过同行评审的研究成果。与社会学相关的科学期刊众多。
  - 社会科学分支 – 探索人类社会各方面问题的学术研究领域。

### 历史的本质
- 年代学 – 排列事件在时间中发生顺序的科学，例如在历史时间线中。
- 过去 – 在给定时间点之前发生的所有事件的总和。过去与现在和未来相对比并由此定义。过去的概念源于人类观察者体验时间的线性方式，并通过记忆和回忆来获取。过去是历史的领域。
- 时间 – 用于将事件从过去通过现在排列到未来的度量，也是事件持续时间和事件之间间隔的度量。时间常被称为第四维度，与三个空间维度并列。历史描述了事件发生的时间、地点，以及这些事件在时间上的发生顺序。

## 历史学科
- 考古学 – 通过回收、记录和分析物质遗存及环境数据，研究过去人类文化
- 官职学——研究国家、国际、政治、宗教及其他组织和社会中的历史官职和重要职位
- 艺术史——研究艺术的变化及其社会背景
- 编年史——确定事件在时间中的位置
- 文化史——研究过去的文化
- 外交史 – 研究国家历史上的外交政策和外交活动
- 科学史 – 研究科学探究的起源与发展
- 经济史 – 研究过去的经济活动
- 环境史 – 研究自然历史及人类与自然世界的关系
- 未来学 – 研究未来：探讨社会与物理世界的中长期未来
- 史学史 – 既指对历史学家研究方法及历史学科发展的研究，也指某一特定主题的历史著作集。某一特定主题的史学方法论涵盖历史学家如何运用特定资料、技术与理论方法研究该主题的过程。
- 历史画 – 以历史题材或重大事件为内容的艺术作品绘画
- 思想史
- LGBTQ历史 – 研究全球LGBTQ群体及其文化
- 地方史 – 在地理上特定区域内研究历史
- 军事史 – 研究历史上的战争与军事活动
- 古文字学 – 研究古代文本的学科
- 历史哲学 – 对历史及其学科的哲学研究。
- 政治史 – 研究过去的政治事件、思想、运动和领袖
- 大众史学 – 向公众和其他通常不在学术界范围内的领域呈现历史
- 心理史学 – 研究历史事件的心理动机
- 社会史 – 研究过去的社会和社交趋势
- 通史 – 研究世界历史的趋势与动态
- 城市史 – 研究城市与城镇的历史性质及城市化进程
- 女性历史 – 研究女性在历史中的角色

### 历史的辅助科学
历史的辅助科学 – 帮助评估和利用历史资料的学术学科，被视为历史研究的辅助学科。 
历史的辅助科学包括但不限于：
- 考古学 – 对古代和历史的遗址和文物的研究
- 年代学 — 研究过去事件的顺序
- 计量史学 — 系统地应用经济理论、计量经济学技术及其他形式或数学方法研究历史
- 手稿学 — 研究书籍作为物理对象
- 外交学 — 对历史文献的研究与文本分析
- 铭文学 — 对古代铭文的研究
- 勋章学 — 对军事勋章、奖章和奖牌的研究
- 家谱学 — 对家族关系的研究
- 纹章学 — 研究纹章图案
- 钱币学 — 研究硬币
- 人名学 — 研究专有名词
- 古文字学 — 研究古代手写体
- 集邮学 — 研究邮票
- 语言学 — 研究历史文献的语言
- 人物志 — 通过对历史人物群体的集体研究来调查其生平
- 碳-14定年法 — 为远古时期的文物确定年代[2]
- 印章学 — 研究印章的学科
- 统计学 — 研究数据（包括历史数据）的收集、整理和解释的学科
- 地名学 — 研究地名的学科

## 按时期划分的历史
- 地球历史
- 人类历史
- 十年、世纪和千年的列表
- 新闻

### 按年代划分的历史
- 宇宙的年代学
- 太阳系的形成与演化
- 地球的地质历史
- 生命进化史
- 人类历史
- 通史
  - 古代历史
    - 史前时代
    - 古典古代

  - 后古典历史
    - 早期中世纪
    - 中世纪盛期
    - 中世纪晚期

  - 现代史
    - 早期现代时期
    - 晚期现代时期
    - 当代史
- 哥伦布前时期
  - 中美洲年代学
- 文艺复兴
- 未来历史

### 历史时代

#### 史前时代
- 石器时代
  - 旧石器时代
  - 中石器时代
  - 新石器时代 – (驯化、游牧放牧、农业、原始城市)

    - 古印第安人（美洲）

  - 铜石并用时代（铜器时代） – (亚姆纳文化, 绳纹陶器)
    - 乌鲁克时期
    - 欧洲 – (前哥伦布时期中美洲的冶金术)

#### 历史时代
- 古代时期
  - 青铜时代
  - 铁器时代
- 后古典时期 (中世纪)
- 现代时期

#### 其他时代
- 轴心时代
- 黑暗时代
- 维京时代
- 发现时代
- 启蒙时代
- 启蒙时代
- 工业时代
- 原子时代
- 信息时代
- 太空时代

## 区域历史
- 古埃及
- 巴比伦
- 印度
- 古典时期
  - 古希腊
  - 古罗马
- 古代中国
- 中美洲

## 按领域划分的史学

### 艺术史
- 艺术史
  - 表演艺术史
    - 舞蹈史
    - 电影史
    - 音乐史
    - 歌剧史
    - 戏剧史

  - 视觉艺术史
    - 建筑史
    - 设计史
    - 绘画历史

### 数学史
- 数学史

### 哲学史
- 哲学史（时间线）
  - 伦理学史
    - 规范伦理学史
    - 元伦理学史

  - 人文主义史
  - 逻辑史
  - 形而上学史
  - 西方哲学史

### 宗教史
- 宗教史 (年表)
  - 轴心时代
  - 宗教的进化起源
  - 圣经的历史性
  - 佛教历史
  - 基督教历史
  - 印度教历史
  - 伊斯兰教历史

### 科学史
- - 科学史概述
    - 科学史学
    - 伪科学史

  - 按时代划分

    - 科学革命

  - 自然科学史
    - 生物学史
      - 生物化学史
      - 生态学史

    - 物理科学史
      - 自然史
      - 天文学史
      - 化学史
      - 地理学史
      - 地质学史
      - 气象学历史
      - 海洋学历史
      - 物理学历史

### 社会科学史
- 社会科学史
  - 史学史
  - 人类学史
  - 经济思想史
  - 教育史
  - 地理学史
  - 语言学史
  - 管理学史
  - 政治学史
  - 心理学史 (年表)
  - 社会学史
  - 法律史

### 技术史
- 技术史
  - 航空史
  - 农业史
    - 农业科学史

  - 建筑史
  - 人工智能史
  - 工程史
    - 化学工程史

  - 医学史
  - 军事史
    - 战争列表

### 跨学科领域史
- 古典学
- 思想史

## 方法与工具
- 群体传记学 – 用于收集特定时期内所有已知个人信息的的方法论工具
- 历史修正主义 – 传统上以完全中立的意义用于描述历史学家对某一特定主题先前被接受的观点进行修正的工作或思想
- 史学史 – 历史方法论的研究

## 一般概念
- 编年史
- 大历史
- 编年
- 家族史
- 家谱
- 历史学家
- 历史分类
- 历史修正主义 – 对历史事件相关证据、动机及决策过程的正统观点进行重新解释。尽管“修正主义”一词有时被用于负面含义，但对历史的不断修正是历史写作中正常学术过程的一部分。
- 历史思维 — 应用于历史内容的学术推理技能，包括时间顺序思维、历史理解、历史分析与解释、历史研究能力以及历史问题分析与决策。
- 神话
- 叙事
- 口头传统
- 口述历史
- 古文字学
- 历史分期
- 政治史
- 史前史
- 伪历史
- 社会史
- 社会变迁
- 过去、现在、未来